# صبحانه برگه ذرت شنبه

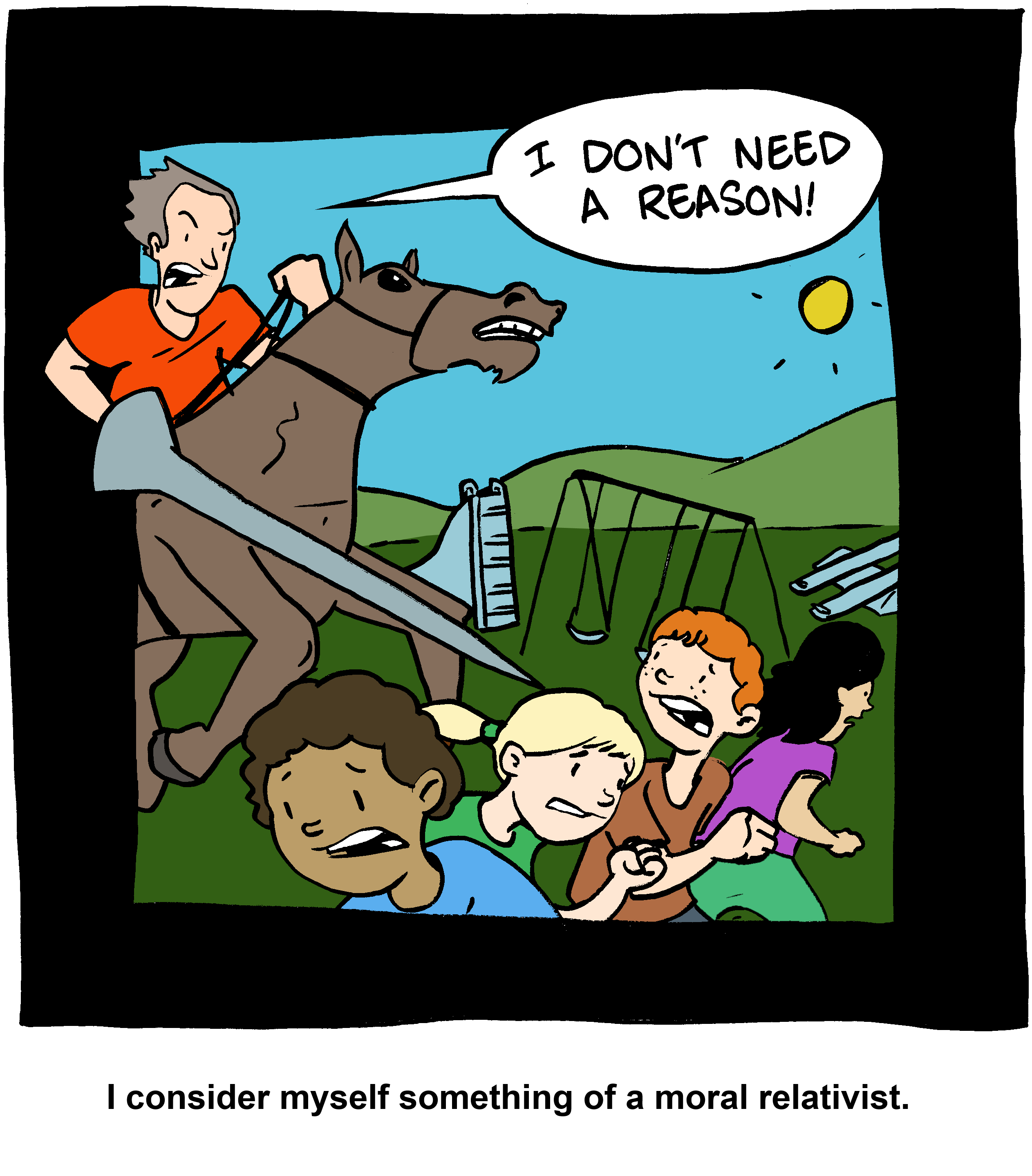

صبحانه برگه ذرت شنبه (انگلیسی: Saturday Morning Breakfast Cereal) یک وب‌کامیک ساخته زک وینر می‌باشد. این کارتون در سال‌های ۲۰۰۳، ۲۰۰۶، ۲۰۰۷ و ۲۰۰۸ موفق به کسب جایزه یا نامزد کسب جایزه گردید. صبحانه برگه ذرت شنبه در چندین وب‌گاه و وبلاگ نظیر اکونومیست، سای فای و جویستیک به نمایش در آمد.